# Петери Виртанен
Петери Виртанен (фин. Petteri Wirtanen; 28. мај 1986, Хивинке, Финска) професионални је фински хокејаш на леду који игра на позицији централног нападача.
Тренутно игра за украјинску екипу Донбаса из Доњецка у Континенталној хокејашкој лиги (КХЛ) (од сезоне 2012/13). Двоструки је освајач првенства Финске, у сезонама 2005/16. са екипом ХПК и 2010/11. са ХИФК-ом из Хелсинкија.
На улазном драфту НХЛ лиге из 2006. као 172. пика у 6. рунди одабрала га је екипа Анахајм Дакса.
Са сениорском репрезентацијом Финске освојио је сребрну медаљу на Светском првенству 2014. у Минску.